# Didümosz (zenész)
Didümosz (Kr. e. 1. század, Alexandria) görög zenetudós. A harmóniáról írott műve nem maradt fenn, csak Porphüriosz kivonataiból és Ptolemaiosz idézeteiből ismerjük.
Didümosz tetrachord-felosztása:
| Genosz      |                  |                   |                    |
| ----------- | ---------------- | ----------------- | ------------------ |
| Diatonon    | 9 : 8 (204 cent) | 10 : 9 (182 cent) | 16 : 15 (112 cent) |
| Króma       | 6 : 5 (316 cent) | 25 : 24 (70 cent) | 16 : 15 (112 cent) |
| Enharmonion | 5 : 4 (386 cent) | 31 : 30 (57 cent) | 32 : 31 (55 cent)  |

A nagyterc hangköz mindhárom genoszban 5 : 4 arányú. A nagy és kis egészhang közötti különbséget (9/8 és 10/9 arányát, ami 81 : 80, kb. 21,5 cent) hívják didümoszi kommának, vagy szintonikus kommának.